# Sonic the Hedgehog 2 (jeu vidéo, version 16 bits)
Pour la version 8 bits, voir Sonic the Hedgehog 2 (jeu vidéo, version 8 bits).
Pour les articles homonymes, voir Sonic the Hedgehog 2.
Sonic the Hedgehog 2 (ソニック・ザ・ヘッジホッグ2), aussi appelé Sonic 2, est un jeu vidéo de plates-formes développé par la Sonic Team, avec la collaboration de l'équipe de STI (Sega Technical Institute) de Sega of America, et édité par Sega, sorti en 1992 sur Mega Drive. Il reprend le concept de son prédécesseur Sonic the Hedgehog en proposant quatre principaux changements : l'ajout d'un mode deux joueurs, la présence de Tails, l'apparition du Spin Dash et la possibilité de devenir Super Sonic.
Bien qu'il partage le même titre avec Sonic the Hedgehog 2 sorti sur Master System et Game Gear et que leurs sorties coïncident, les jeux n'ont que peu en points communs et ne partagent aucun niveau.

## Trame
Miles "Tails" Prower est un renard à deux queues qui ne peut pas rester en place lorsque Sonic rôde dans les parages. Enfant, il rêvait déjà de devenir comme Sonic. Il aime lui courir après, en faisant tourner ses deux queues, pour essayer de rattraper notre héros. La plupart du temps, Sonic le laisse faire. Mais parfois, il prend son élan à toute allure en laissant Tails loin derrière afin de montrer à celui-ci que personne ne peut aller aussi vite que lui. Mais Tails, ne se laissant pas abattre aussi facilement, finit toujours par le rattraper.
Un jour, alors que tous les animaux étaient rassemblés pour assister aux nouvelles performances de Sonic, Tails montra qu'il était capable de faire aussi bien que son héros, à la surprise générale. Malheureusement, cette joie fut de courte durée, car les amis de Sonic se mirent à disparaître peu à peu. Des robots métalliques se propagèrent sur l'île. Le Dr Robotnik, scientifique maléfique, était de retour. Il préparait cette fois-ci un désastre mondial et avait besoin de collaborateurs pour construire sa machine infernale afin de s'emparer du monde. Il se mit ainsi à capturer tous les animaux pour en faire des robots qui pourraient l'aider à construire l'arme ultime, l'Œuf de la Mort.
En ces jours sombres, le Dr Robotnik dirige les usines, les raffineries et les villes. Il détient tout, à l'exception des sept émeraudes du Chaos. Ces magnifiques joyaux possèdent des pouvoirs exceptionnels. S'il les possédait, ce serait la fin du monde. Seul Sonic est assez rapide et robuste pour les trouver avant lui. Cette fois-ci, le hérisson bleu ne sera pas seul dans cette aventure dangereuse, puisque le malicieux renard l'accompagnera. Acceptant son aide, Sonic part sauver ses amis et le monde.

## Système de jeu
Le jeu reprend et améliore le principe de Sonic the Hedgehog, essentiellement basé sur la vitesse du personnage et ses aptitudes de saut. Le joueur doit collecter un maximum d'anneaux qui rapportent des points. La mort ne survient que lorsque Sonic est touché sans anneaux, quand il se noie, quand il tombe dans un trou, quand il se fait écraser ou lorsque le compte à rebours (10 minutes par stage) est écoulé (Time over).
Le jeu rajoute la possibilité de charger une attaque (Spin Dash), ce qui permet à Sonic de prendre des départs ultra-rapides.
Il y a dans Sonic the Hedgehog 2 deux modes de jeu bien distincts : le mode à un joueur et le mode à deux joueurs.

### Mode à un joueur
Dans ce mode de jeu, Tails suit Sonic à travers les niveaux. Il est, par défaut, contrôlé par l'ordinateur et reproduit les mouvements de Sonic. Il est cependant possible à un autre joueur d'incarner "Tails" et de jouer avec Sonic en coopération. Dans le mode de jeu normal Tails n'a pas de vies : il revient indéfiniment quelques secondes après être mort ou être sorti de l'écran (l'écran ne suit que Sonic, c'est au joueur dirigeant Tails de suivre le mouvement).
En allant dans le menu Options, il est possible de choisir de jouer seul avec "Tails", mais il ne vole pas et n'a pas accès aux étapes spéciales. On peut aussi jouer seul avec Sonic. La principale différence se remarque surtout durant les zones spéciales où il y aura moins d'anneaux à récolter pour obtenir une Émeraude du chaos.

#### Niveaux
Le jeu est constitué de différents niveaux. Le plus souvent, à la fin de chaque zone, le joueur doit affronter le Dr Robotnik. Les niveaux sont : 
1. Emerald Hill Zone (« zone de la colline d'émeraude ») : une station balnéaire tropicale couverte de palmiers, de chemins tortueux et de voies rapides en tire-bouchons.
2. Chemical Plant Zone (« zone de l'usine chimique ») : une usine faite de tuyaux et de conduits. Un liquide toxique appelé "Mega Mack" submerge ponctuellement certaines parties. Un niveau nocturne situé dans une zone industrielle. Cette zone a été réutilisée dans Sonic Mania ainsi que Sonic Generations avec quelques changements.
3. Aquatic Ruin Zone (« zone de la ruine aquatique ») : une forêt luxuriante au-dessus d'un lac submergeant des ruines anciennes. Toute la zone est ainsi composée en deux étages, l'un au-dessus et l'autre en dessous de l'eau.
4. Casino Night Zone (« Zone nuit de casino ») : un casino géant où Sonic peut servir de balle de flipper ou de jeton de machines à sous, rapportant ou non des anneaux.
5. Hill Top Zone (« zone du sommet de la colline ») : une zone très volcanique au sommet de montagnes rocheuses et friables. Sonic doit s'y frayer un chemin dans les tunnels et les grottes, tout en faisant attention aux secousses sismiques qui font monter dangereusement la lave.
6. Mystic Cave Zone (« zone de la grotte mystique ») : un réseau de grottes sous une forêt mystique où le danger est constant. Ces réseaux sont creusés par le Dr Robotnik qui recherche désespérément les émeraudes du chaos.
7. Hidden Palace Zone (« zone du palais perdu ») : une zone secrète  située sous les grottes mystique, on y accède en plongeant dans un gouffre depuis l’acte 2 du niveau précédent.
8. Oil Ocean Zone (« zone de l'océan de pétrole ») : les raffineries du Dr Robotnik déversent à plein débit du pétrole. L'océan en est devenu noir. Cette zone a aussi été réutilisée et adaptée dans Sonic Mania.
9. Metropolis Zone (« zone de la métropole ») : la capitale de l’empire du Dr Robotnik, faite de fer et d'acier.
10. Sky Chase Zone (« zone de la chasse aérienne ») : Dr Robotnik s'est échappé par la voie des airs. Sonic tente de le poursuivre grâce à son avion le Tornado piloté par son ami « Tails ».
11. Wing Fortress Zone (« zone de la forteresse volante ») : Sonic arrive finalement jusqu'à la forteresse secrète de son ennemi, un vaisseau de combat volant.
12. Death Egg Zone (« zone de l'œuf de la mort ») : zone finale, la base secrète dans l'espace du Dr Robotnik est aussi une arme redoutable. Deux boss attendent Sonic : Mecha Sonic, un prototype monté pièce par pièce à l'image de notre héros, et le Dr Robotnik lui-même combattant à l'aide d'un robot  immense et résistant.

#### Étape spéciale et émeraudes du chaos
Pour accéder aux étapes spéciales, il faut d'abord trouver un panneau étoilé, qui possède deux fonctions. La première permet au joueur de recommencer une partie à partir de ce point au cas où il perdrait une vie. La seconde fonction permet d'accéder à l'étape spéciale si le joueur possède au moins 50 anneaux, lui permettant de récupérer une émeraude. À cause de cette dernière fonction, les panneaux étoilés ne se situent plus avant les endroits difficiles, mais sont plutôt difficiles à repérer. Sept de ces panneaux se trouvent dans la première zone Emerald Hill, permettant au joueur de posséder les sept émeraudes dès le début du jeu. Mais dans les niveaux suivants, ils sont beaucoup plus rares, voire unique dans tout un niveau.
L'étape spéciale présente Sonic et Tails, vus de dos et courant dans un toboggan. Ils doivent y ramasser un maximum d'anneaux sans se faire blesser par des mines. Ce système sera repris dans Sonic the Hedgehog Pocket Adventure sur Neo-Geo Pocket Color, Sonic Rush sur Nintendo DS et dans Sonic 3D: Flickies' Island sur Saturn.
Enfin, si le joueur est parvenu à réunir les 7 émeraudes du chaos, il peut se transformer en Super Sonic. Avec au moins 50 anneaux en sa possession, la transformation s'effectue simplement en sautant. Sonic devient doré, bien plus rapide et invincible, et saute plus haut. En contrepartie, le nombre d'anneaux baisse à raison d'un toutes les secondes. Quand ce nombre tombe à zéro, Sonic redevient normal. Posséder toutes les émeraudes permet de voir une fin du jeu légèrement différente.

#### Options
Contrairement à son prédécesseur pour qui le menu option était disponible grâce à une manipulation spécifique durant l'écran de titre, Sonic 2 dispose d'un menu officiel et accessible. Ce nouvel écran permet le paramétrage d'éléments comme le choix du personnage durant le mode solo (Sonic seul, Tails seul, Sonic and Tails), le choix du contenu des moniteurs pour le mode deux joueurs mais également un menu musical proposant toutes les mélodies et effets sonores du jeu. Ce menu musical a un également le rôle de menu de triche.

#### Objets spéciaux
Briser les écrans sur le terrain rapporte des bonus au joueur. La plupart sont identiques à ceux dans Sonic the Hedgehog.
- Power Sneakers (Chaussures magiques) : Permettent au joueur de courir à grande vitesse.
- Super Rings (Super anneaux) : Rapporte dix anneaux d'un coup.
- One Up (Vie supplémentaire) : Donne au joueur une chance supplémentaire de jouer. Il en sera de même s'il rassemble 100 et 200 anneaux.
- Invincible (Invincible) : Empêche le joueur d'être attaqué par les ennemis pendant un court instant.
- Shield (Bouclier) : Chaque bouclier protège le joueur d'un danger une seule fois.

### Mode deux joueurs
Le mode de jeu à deux joueurs est une compétition entre Sonic et Tails. Le premier joueur dirige Sonic et le second joueur, "Tails". Il y a 3 niveaux qui se déroulent sur un écran splitté et une zone spéciale en plein écran. Un niveau se déroule en deux actes et la zone spéciale en deux rounds (un troisième a lieu en cas de match nul). À la fin de chacun de ces derniers se présente un tableau récapitulatif des résultats. Pour remporter une manche d'un niveau, il ne suffit pas d'être le plus rapide. Il faut aussi avoir le plus haut score, toucher le maximum de moniteurs, avoir le maximum d'anneaux en sa possession et le maximum d'anneaux au total. Quant à la zone spéciale, celui qui a le plus d'anneaux gagne. Le vainqueur de la compétition est celui qui a remporté le plus de manche.

#### Niveaux dans le mode à deux joueurs
Les niveaux reprennent certains du mode à un joueur, seules les musiques y sont différentes. Ce sont ces derniers qui se déroulent sur un écran splitté. Il n'y a pas de boss à la fin de l'acte 2 et en cas de match nul, un niveau spécial départagera les joueurs. Les niveaux sont : 
- Emerald Hill Zone
- Casino Night Zone
- Mystic Cave Zone

#### Objets spéciaux dans le mode à deux joueurs
Ces objets sont placés de façon aléatoires sur la carte sous la forme d'un moniteur. L'écran de ce dernier présente toujours un point d'interrogation. Ce qui signifie que le joueur ne sait pas sur quel objet il va tomber. Dans ces conditions, le joueur 1 peut très bien donner une vie supplémentaire au joueur 2. Les objets sont les mêmes que dans le mode à un joueur, avec tout de même deux types d'objets supplémentaires :  
- Robotnik (Dr Robotnik) : Objet spécial uniquement disponible dans le mode deux joueurs, ces derniers subissent le même effet que lors d'une attaque ennemi.
- Teleport (Téléportation) : Objet spécial uniquement disponible dans le mode deux joueurs qui permet aux deux protagonistes de s'échanger leur place sur la carte du niveau, mais par la même occasion leurs bonus comme Invincible ou Tennis magiques. Ce type d'objet peut être définie comme "objet unique" dans le menu des options. Ainsi, tous les objets spéciaux du mode deux joueurs seront des Teleport.

## Développement
Bien que le premier épisode ait été conçu par la Sonic Team au Japon, Sonic The Hedgehog 2 a été développé par l'équipe du STI (Sega Technical Institute) de Sega of America rejointe à l'époque par Yuji Naka et Hirokazu Yasuhara de la Sonic Team.
Pour ce second épisode, l'équipe a beaucoup travaillé sur l'amélioration du jeu par rapport aux lacunes du premier épisode, dans un premier temps en créant de nouvelles textures pour rendre la nature et les objets métalliques plus réalistes. Des effets en 3D ont été ajoutés, notamment dans les stages spéciaux. À la suite d'une remarque prise très au sérieux, les développeurs ont aussi fait en sorte que Sonic soit plus rapide que dans le premier épisode.

### Niveaux annulés
Quelques niveaux n'ont été présents que sur des prototypes du jeu et n'ont pas été retenus dans la version finale. Il s'agit des niveaux suivants : 
- Hidden Palace Zone (« zone du palais caché »)
- Wood Zone (« zone du bois »)
- Genocide City Zone (« zone de la cité du génocide »)
- Dust Hill Zone (« zone de la colline de poussière »)

Il existait d'autres niveaux, mais ils ont simplement été renommés et intégrés dans la version finale, par exemple Neo Green Hill en Aquatic Ruin.
Concernant Dust Hill Zone, il est le seul niveau effacé dont les éléments n'existaient sur aucune ROM existante de Sonic 2 à l'origine. Des photos de ce niveau avaient été publiées sur des magazines, mais avec aucun nom mentionné. Il avait été simplement surnommé à cette époque Desert Zone. Sur les prototypes du jeu envoyés aux magazines de l'époque, lors du stage select, il était possible de voir le nom Dust Hill Zone, mais en le sélectionnant le testeur arrivait dans Mystic Cave Zone (ce dernier nom était d'ailleurs absent de ce même stage select). Lors d'une interview en 2008 entre Chris Senn et Hirokazu Yasuhara, membre de l'équipe qui travailla sur Sonic the Hedgehog 2, il a été révélé que Dust Hill Zone concernait bien un stage qui devait ressembler à un désert, mais qu'il a été décidé de l'annuler avec d'autres niveaux. SEGA of America voulait sortir le jeu avant les fêtes de Noël et le délai était trop court pour le terminer. Il révèle aussi que s'il avait eu plus de temps, ce niveau aurait certainement été intégré dans la version finale. Hidden Palace fut déplacé dans Sonic 3 and Knuckles. Ce niveau, et les autres qui avaient été annulés, peuvent être aujourd'hui retrouvés dans des versions longues de Sonic 2, montés par des fans. Ces versions diffèrent parfois au niveau de la musique et les niveaux initialement incomplets y ont été finalisés.
En décembre 2013, Hidden Palace Zone est finalement jouable dans la version remastérisée de Sonic 2 sortie sur Android et iOS.

### Équipe de développement
- Producteur exécutif : Hayao Nakayama
- Producteur : Shinobu Toyoda
- Réalisateur : Masaharu Yoshii
- Chief Programmer : Yuji Naka (YU2)
- Game Planner : Hirokazu Yasuhara (Carol Yas)
- Character Design : Yasushi Yamaguchi (Judy Totoya)
- Chief Artist : Yasushi Yamaguchi (Judy Totoya)
- Assistant programmeurs : Bill Willis, Masanobu Yamamoto
- Object Placement : Takahiro Anto, Yutaka Sugano, Hirokazu Yasuhara
- Special Stage Object Placement : Yutaka Sugano
- Zone Artists : Jina Ishiwatari, Tom Payne, Rieko Kodama, Brenda Ross, Craig Stitt, Yasushi Yamaguchi (Judy Totoya)
- Special Stage Art and CG : Peter Morawiec, Timothy Skelly
- Compositeur musiques : Masato Nakamura
- Programmeur son : Tomoyuki Shimada
- Sound Assistants : Jimita, Macky, Milpo

## Knuckles the Echidna in Sonic the Hedgehog 2
Grâce à la technologie Lock-on qui permet d’insérer des cartouches Mega Drive dans la cartouche Sonic and Knuckles, Sonic the Hedgehog 2 devient Knuckles the Echidna in Sonic the Hedgehog 2. Le jeu est pratiquement identique à la première version, excepté qu'il ne se joue qu'à un joueur et que seul le contrôle de Knuckles est possible. Cela offre au joueur une expérience de jeu nouvelle, car le nouveau personnage se joue d'une façon légèrement différente. Knuckles a la faculté de grimper aux parois et de planer sur de longues distances. Le joueur a donc accès à des endroits qui jusque-là lui restaient inaccessibles. Knuckles saute aussi beaucoup moins haut, ce qui rend les combats contre les boss plus difficiles. Comme Knuckles est également le gardien des émeraudes du chaos dans le scénario, à la fin d'un stage spécial, il pourra conserver ses anneaux. De même, en touchant un checkpoint, le nombre d'anneaux sera aussi sauvegardé, ainsi le joueur conserve tout s'il perd une vie. En trouvant les sept émeraudes du chaos, il pourra se transformer en Super Knuckles.

## Rééditions
Le jeu est disponible dans de nombreuses compilations :
- Sonic Compilation (1995, Mega Drive, Europe)
  - Sonic Classics 3-in-1 (1997, Sega Genesis, Amérique du Nord)
- Sonic Jam (1997, Sega Saturn)
- Sega Smash Pack 2 (2000, PC)
- Sonic Mega Collection (2002, GameCube)
- Sonic Mega Collection Plus (2004, PlayStation 2 et Xbox)
- Sega Mega Drive Collection (2006, PlayStation 2 et PlayStation Portable)
- Console virtuelle (6 juin 2007, Wii)
- Xbox Live Arcade (12 septembre 2007, Xbox 360)
- Sega Mega Drive Ultimate Collection (2009, Xbox 360 et PlayStation 3)
- Sonic Classic Collection (mars 2010, Nintendo DS)
- PlayStation Network (6 avril 2011, PlayStation 3)
- Android (12 décembre 2013)
- Sonic Origins (juin 2022, PC, Xbox One, Xbox Series, PlayStation 4, PlayStation 5 et Nintendo Switch)
  - Sonic Origins Plus (juin 2023)

## Accueil
| Publication                         | Note                              |
| ----------------------------------- | --------------------------------- |
| IGN                                 | 8,9 / 10                          |
| Jeuxvideo.com                       | 19 / 20                           |
| Compilations de plusieurs critiques |                                   |
| GameSpot                            | 9,1 /10 (basé sur 3491 critiques) |
| GameRankings                        | 92 % (basé sur 4 critiques)       |

Grâce à la popularité de son prédécesseur Sonic The Hedgehog, Sonic 2 était déjà très attendu à sa sortie. Sega a pu rattraper Nintendo dans cette fameuse "Guerre des consoles" grâce à ce titre. Durant les six premiers mois qui suivaient sa sortie, il a apporté les 50 % des parts du marché et a été très bien accueilli par la presse vidéo-ludique, notamment grâce aux niveaux nombreux et variés, à la richesse des graphismes, et pour la musique. GameSpot déclare, en résumé, que le temps a peut-être effacé la dominance de Sega depuis cette période, mais que Sonic The Hedgehog 2 reste un jeu toujours aussi fun et agréable à jouer,. Le mensuel Electronic Gaming Monthly a offert le prix à Sonic 2 du meilleur jeu Sega Genesis de l'année 1992. En 2000, Game Informer place le jeu à la 61e place du "Top 100 des jeux de tous les temps", ajoutant que Sonic 2 est le titre de la série qui constitue le plus grand challenge.
En dehors de ça, les mauvaises critiques étaient surtout tournées vers le mode à deux joueurs. L'écran splitté faisait souffrir le jeu de gros ralentissements et rendait l'image du jeu écrasée de part et d'autre de la séparation.
En juin 2006, 8 millions d'exemplaires ont été vendus au total dans le monde. (6 millions sur Mega drive
Mais en 2023 , 15 millions de copies ont été vendues.